# 李鴻忠
李 鴻忠（り こうちゅう、リー・ホンジョン、1956年8月13日 - ）は、中華人民共和国の官僚、政治家。中国共産党中央政治局委員、中国共産党天津市委員会書記。
遼寧省瀋陽市出身。広東省恵州市副市長、同市党委書記、広東省深圳市党委副書記、同市代理市長、市長、党委書記、湖北省副省長、同省省長、党委書記などを歴任した。

## 経歴
1956年8月、遼寧省瀋陽市で生まれる。1982年2月に吉林大学歴史系を卒業後、同年、瀋陽市人民政府弁公庁秘書処に入局。1985年4月、李鴻忠は遼寧省党委書記の李鉄映の秘書を担当した。同年6月、李鉄映は北京に電子工業部の部長として赴任した。李鴻忠は電子工業部弁公庁の秘書を担当した。
1988年11月、広東省惠州市副市長に転出。1995年12月、惠州市党委副書記、市長代行に就任。2000年3月、惠州市党委書記に昇格。2001年2月、同省広州市に転任し、広東省副省長、常務副省長、党組副書記を歴任。2003年6月、深圳市党委副書記、代行市長、党組書記に転出。翌年2月には深圳市市長を兼務する。2005年5月19日、中国共産党深圳市委員会第4期第1回党大会で深圳市党委書記に選出される。
2007年11月、党務に転じて湖北省に赴任し、湖北省党委員会副書記に就任した。同年12月には湖北省副省長、代行省長を兼任。湖北省第11期人民代表大会第1回で2008年1月29日、省長代行の李鴻忠が省長に選出された。2010年12月、中国共産党湖北省委員会書記に任命される。翌年2月26日には同省人代常務委員会主任を兼務する。
2016年9月13日、中国共産党天津市委員会書記に転じた。前任の黄興国は収賄のため免職された。
中国共産党第二十回全国代表大会で中国共産党中央政治局委員に選ばれる。